# 塔朗
塔朗（法語：Talant，法語發音：[talɑ̃]），法国东部城市，勃艮第-弗朗什-孔泰大区科多尔省的一个市镇，隶属于第戎区，其市镇面积为4.9平方公里，2022年1月1日时人口数量为11,986人，在法国城市中排名第845位。
塔朗位于科多尔省东部，省会第戎市区西部的一处高地附近，是第戎的一个卫星城，20世纪中后期被开辟为居民区。

## 地名来源

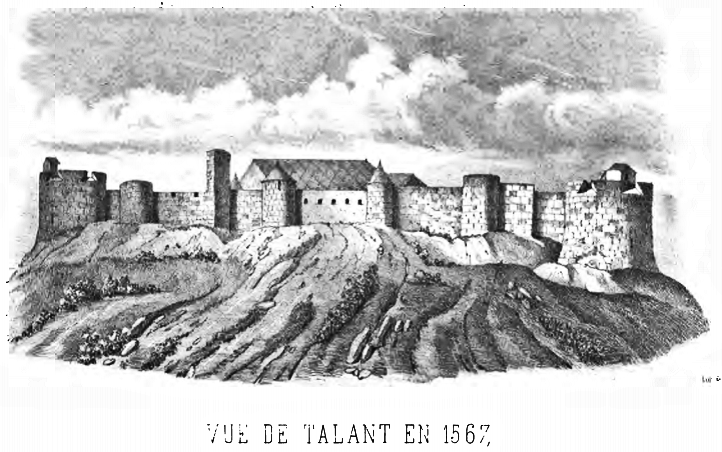
16世纪的塔朗城堡

“塔朗”一名来源于古希腊语单词“[τλάω] 错误：{{Lang}}：無法辨識代碼 gre（帮助）”，本意为“支持、承受”，衍生含义为“高处周边的”，可能与当地的地形有关。

## 历史
塔朗聚落的形成与其境内的一处高地有关。中世纪时，塔朗为第戎圣贝尼涅修道院的一处领地，因其地势险要而被开辟为一处军事要塞。法国大革命后，塔朗成为科多尔省的一个市镇。直至20世纪中期，塔朗人口数量尚不足两千。20世纪末，随着第戎的城市扩张，塔朗境内出现了大片的现代居民区，人口数量快速增加。

## 地理

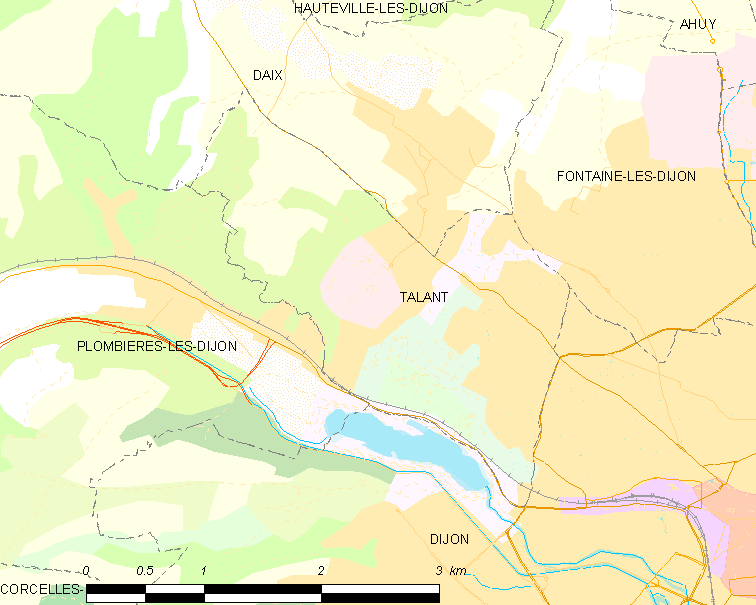
塔朗市镇范围地图

塔朗位于法国东部，勃艮第-弗朗什-孔泰大区中部和科多尔省东部，距离省会第戎大约3公里。与塔朗接壤的市镇包括：代镇、第戎、方丹莱第戎、普隆比耶尔莱第戎。

### 地形
塔朗位于科多尔高原东部，境内以丘陵为主，市镇中心位于一处高地台面上，地势较为平坦，全境海拔在243到405米之间。

### 水文
塔朗属于罗讷河流域，境内无大型地表径流。

### 植被
塔朗属于温带阔叶混交林区，市区南部的天仙喷泉公园（Parc de la Fontaine aux Fées）是当地以及第戎市区附近规模最大的城市绿地之一。
在鲜花城市的评比中，塔朗被评为3星级鲜花城市。

### 气候
塔朗在柯本气候分类法中属于温带海洋性气候，因距离海岸线相对较远，故当地气候又有一定的大陆性特征。

## 行政区划
塔朗是法国勃艮第-弗朗什-孔泰大区科多尔省的一个市镇，编号为21617。塔朗隶属于第戎区和科多尔省第一选区，管理塔朗县，同时也是第戎都会区的组成部分。
法国国家统计与经济研究所（简称）在进行数据统计时，将塔朗及相邻的另外14个市镇设为第戎城市核心区，并将包括核心区在内的周边共290个市镇划为第戎城市区。自2020年起，第戎城市区被包含333个市镇的第戎城市辐射区代替。此外，还将塔朗市镇分为了六个“块区”（IRIS），以便于统计人口分布情况。

## 交通

### 公路
第戎环城公路和科多尔省省道D971线在塔朗境内交汇，当地大部分街道为城市化道路，配有照明、排水等设施。
2017年，74.8%的塔朗家庭拥有至少一辆私人汽车。2019年，塔朗境内共发生各类交通事故1起，造成2人受伤。

### 铁路
距离塔朗最近的铁路车站为第戎城站。

### 航空
距离塔朗最近的民用航空站为多勒机场，距离塔朗市中心的公路里程约59公里。

### 城市公共交通
塔朗是第戎城市公共交通（商业名称为）的覆盖范围，后者是第戎都会区的城市公共交通系统。截至2021年5月，该系统共包括2条有轨电车线路和数十条公交线路，其中5路、10路和20路经过塔朗市区内的主要街道和居民区。

## 政治
塔朗的现任市长为法比安·吕内先生（Fabian Ruinet），他是共和党的一名成员，在2020年的市政选举中获得了60.81%的支持率。
在2017年的法国总统大选中，法国第25任总统埃马纽埃尔·马克龙在塔朗获得了75.61%的支持率。

## 人口
2018年，塔朗市镇人口数量为11,630，在法国排名第845位。其中男性5,398人，女性6,291人，75岁及以上人口占10.4%，外籍人口数量为2,440人，人口密度为2,373人/平方公里，当地居民被称为（男性）或（女性）。2019年，塔朗境内出生114人，死亡人口137人。
| 年份   | 1936  | 1946  | 1954  | 1962  | 1968  | 1975  | 1982   | 1990   | 1999   | 2006   | 2011   | 2016   | 2018   |
| ------ | ----- | ----- | ----- | ----- | ----- | ----- | ------ | ------ | ------ | ------ | ------ | ------ | ------ |
| 人口數 | 1,186 | 1,440 | 1,757 | 1,988 | 3,210 | 4,436 | 11,665 | 12,860 | 12,176 | 11,898 | 11,118 | 11,702 | 11,630 |

## 经济
塔朗是一个区域性的中心城市，当地共有各类用人单位1,313家，平均历史为16年，其中99.56%为中小型企业（PME）。（医疗）、（零售）及（零售）是当地2019年营业额最高的三个企业，分别为33,085,150欧元、14,751,350欧元和13,878,450欧元。

## 财政收入
2019年，塔朗的财政收入总额为13,944,500欧元，财政支出总额为13,046,600欧元，当年的债务总额为9,422,680欧元。2020年，塔朗共获得2,092,933欧元的国家财政补助，比上一年减少了0.01%。
2017年，塔朗的人均月收入总额为2,429欧元，其中高级职员为4,455欧元，高于法国平均水平（4,214欧元）；中级职员为2,497欧元，高于法国平均水平（2,353欧元）；普通职员为1,692欧元，亦高于法国平均水平（1,690欧元）。
2017年，塔朗境内的青壮年（15至64岁）失业率为16%，当地55.3%的家庭拥有纳税资格，平均纳税5,269欧元，高于法国平均水平（3,888欧元）。

## 社会事务

### 教育
塔朗属于第戎学区。截止2019年1月1日，塔朗境内共有4所幼儿园、4所小学和1所初级中学。2018至2019学年度，塔朗境内共有在校中等教育阶段学生353名。

### 医疗
截止2019年1月1日，塔朗境内共有全科医生14名、保健师24名、牙医3名、护士7名、眼科医生2名和助产士2名。境内共有药房4家、养老院3家、残疾人帮扶中心1家。
贝尼涅·若利诊疗中心（Clinique Bénigne Joly），又称“第戎诊疗中心”，位于塔朗市区，是一家综合性的私立医院。
塔朗距离第戎大学中心医院的正常车程在20分钟以内。

### 住房
2017年，塔朗境内共有各类住房5,772套，其中32.2%为独立式居民区，67.2%为集中式居民区。常住房屋占塔朗市镇范围内居民建筑总量的92.3%。
在住房保障政策方面，2017年，塔朗境内共有1,225户家庭获得了住房经济补助，受益人数占总人口数量的10.5%，其中1,190份为房租补助。

### 商业
2019年，塔朗境内共有各类实体商铺131家，其中餐厅12家、大型超市4家、杂货店1家、面包房4家、肉铺2家、书店2家、银行门店3家、美容美发店5家、汽车维修店13家。市中心建有一家Super U超市。

### 体育
2019年，塔朗境内共有1家游泳池、2间体育馆、8处网球场、2处足球或橄榄球场以及1处篮球或排球场。
截至2021年5月，塔朗境内共有两家注册足球俱乐部。

### 环境
塔朗的环境事务由其所属的公共社区负责。2019年，塔朗境内暂无污染企业。

### 治安
2014年，塔朗及附近地区共发生各类案件11,481起，其中盗窃类案件7,464起，经济类案件1,094起，毒品交易类案件417起。

## 文化

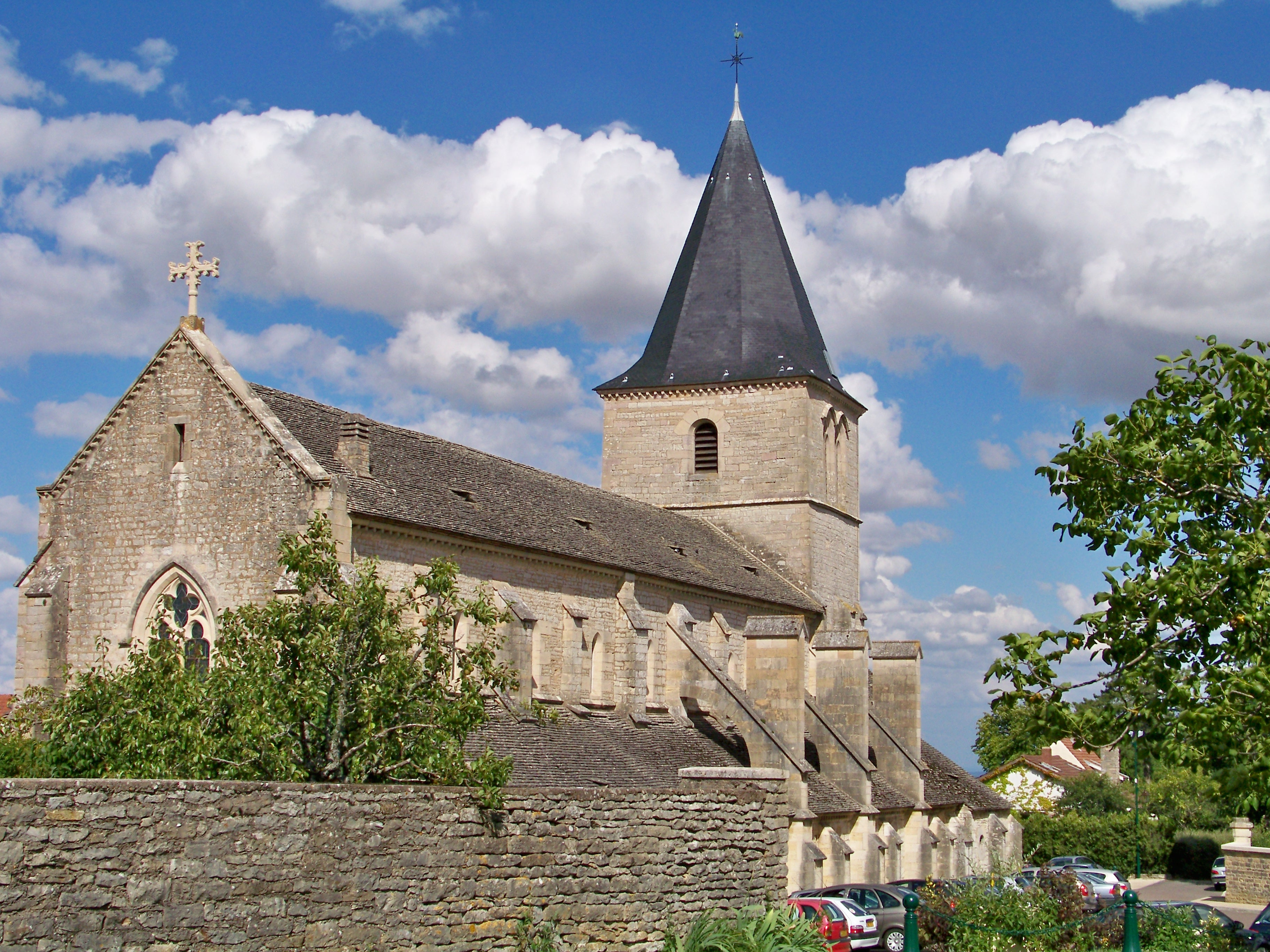
塔朗圣母教堂

2019年，塔朗境内暂无任何文化设施。

### 建筑
塔朗境内有多处历史文物，其中塔朗圣母教堂等为法国国家文物保护单位。

### 旅游
塔朗的旅游事务由其所属的公共社区负责。2020年，塔朗境内共有1家酒店共计22间房间。

### 媒体
法国主要的媒体均可在塔朗接收，法国电视三台下属的勃艮第-弗朗什-孔泰大区频道在部分时段播出塔朗所属区域的地方新闻。

## 友好城市
截至2021年5月，塔朗共与两座城市互为友好城市关系：
- 德国 金布斯海姆
- 加拿大 马库什（法语：Mascouche）